# Józef Szymanowski (generał)
Józef Szymanowski herbu Ślepowron (Korwin) (ur. 1779 w Kaskach, zm. 15 stycznia 1867 w Rzymie), generał brygady powstania listopadowego, kawaler Virtuti Militari, Legii Honorowej, św. Anny II klasy z brylantamioficer sztabu III Korpusu Wielkiej Armii Napoleona (1803–1813), szwoleżer gwardii (nie był w Hiszpanii), uczestnik powstania listopadowego; autor Pamiętników. Emigrant.

## Życiorys
Syn Franciszka i Zofii Górskiej, mąż Matyldy Poniatowskiej. Ojciec Oswalda, Zofii (potem za Adamem Szembekowej), Anny i Marianny.
Ukończył Korpus Kadetów w Warszawie i podczas powstania kościuszkowskiego w 1794 walczył na jej ulicach. Potem służył w sztabie gen. M. Kamińskiego i uczestniczył w kolejnych bitwach powstania do Maciejowic włącznie. Po powstańczych walkach, jeszcze w końcu 1794, osiadł w rodzinnym majątku Grądy koło Leszna (30 km na zach. od Warszawy, na południowym skraju Puszczy Kampinoskiej) i tam gospodarzył na roli ponad dziesięć lat. Od 1806 w stopniu kapitana służył w armii Księstwa Warszawskiego. odbył kampanię pomorską i w 1807 kampanię mazurską. Potem przeniósł się do armii francuskiej, w 1808 awansował na szefa batalionu.
20 czerwca 1808 r. dowodził deportacją z warszawskiego kościoła i klasztoru św. Benona trzydziestu sześciu redemptorystów ze św. Klemensem Marią Hofbauerem na czele. Eskortowanych zakonników wywieziono do twierdzy w Kostrzynie nad Odrą.
W 1809 jako oficer sztabu marszałka Davouta walczył pod Ratyzboną, Aspern, Wagram i Ratyzboną. 14 czerwca 1810 mianowany majorem. 4. pułku piechoty. 8 sierpnia 1810 został przeniesiony do sztabu głównego armii Księstwa Warszawskiego. Jeszcze w 1810 powrócił do macierzystego 2. pułku piechoty i w nim odbył wszystkie dalsze kampanie napoleońskie. Pułkownik z 1814.
W armii Królestwa Polskiego dowódca wzorowego batalionu szkoły podchorążych. W 1817 zaszczycony tytułem fligeradiutant cara, ale w 1818 podał się do dymisji.
W 1811/1812 roku był członkiem loży wolnomularskiej Świątynia Izis w stopniu Kawalera Krzyża Różanego.
Po wybuchu powstania 1830 powrócił do służby, zorganizował i dowodził 19 pułkiem piechoty z którym walczył pod Ostrołęką. Generał od czerwca 1831. Uczestniczył w wyprawie na Litwę i z grupą gen. Franciszka Rohlanda złożył broń w Prusach Wschodnich.
Po upadku powstania władze rosyjskie skonfiskowały jego majątek. Po uwolnieniu z internowania udał się na emigrację do Niemiec i Włoch. Od 1848 służył w armii Republiki Rzymskiej. Walczył po stronie papieża Piusa IX. W Rzymie wspomagał i zaprzyjaźniony był z nowo założonym polskim zgromadzeniem misyjnym oo. Zmartwychwstańców. Zmarł w Rzymie, jego epitafium, autorstwa Tomasza Sosnowskiego, znajduje się w bazylice Santa Maria sopra Minerva w Rzymie.